# Баттерфилд (тауншип, Миннесота)
Баттерфилд (англ. Butterfield) — тауншип в округе Уотонуан, Миннесота, США. На 2000 год его население составило 297 человек.

## География
По данным Бюро переписи населения США площадь тауншипа составляет 92,2 км², из которых 91,6 км² занимает суша, а 0,6 км² — вода (0,62 %).

## Демография
По данным переписи населения 2000 года здесь находились 297 человек, 99 домохозяйств и 79 семей.  Плотность населения —  3,2 чел./км².  На территории тауншипа расположено 110 построек со средней плотностью 1,2 построек на один квадратный километр. Расовый состав населения: 92,26 % белых, 2,02 % коренных американцев, 3,03 % азиатов, 2,69 % — других рас США. Испанцы или латиноамериканцы любой расы составляли 6,40 % от популяции тауншипа.
Из 99 домохозяйств в 40,4 % воспитывались дети до 18 лет, в 70,7 % проживали супружеские пары, в 4,0 % проживали незамужние женщины и в 20,2 % домохозяйств проживали несемейные люди. 17,2 % домохозяйств состояли из одного человека, при том 6,1 % из — одиноких пожилых людей старше 65 лет. Средний размер домохозяйства — 3,00, а семьи — 3,38 человека.
34,7 % населения — младше 18 лет, 5,7 % — в возрасте от 18 до 24 лет, 26,3 % — от 25 до 44, 24,6 % — от 45 до 64, и 8,8 % — старше 65 лет. Средний возраст — 34 года. На каждые 100 женщин приходилось 106,3 мужчин.  На каждые 100 женщин старше 18 приходилось 115,6 мужчин.
Средний годовой доход домохозяйства составлял 36 528 долларов, а средний годовой доход семьи —  39 250 долларов. Средний доход мужчин —  24 688  долларов, в то время как у женщин — 20 000. Доход на душу населения составил 13 524 доллара. За чертой бедности находились 7,6 % семей и 14,8 % всего населения тауншипа, из которых 24,0 % младше 18 и 8,3 % старше 65 лет.